# Allium podolicum
Allium podolicum là một loài thực vật có hoa trong họ Amaryllidaceae. Loài này được Blocki ex Racib. & Szafer mô tả khoa học đầu tiên năm 1919.